# Condado de York (Carolina del Sur)
El condado de York (en inglés: York County, South Carolina), fundado en 1875, es uno de los 46 condados del estado estadounidense de Carolina del Sur. En el año 2020 tenía una población de 282 090 habitantes con una densidad poblacional de 160 personas por km². La sede del condado es York.

## Geografía
Según la Oficina del Censo, el condado tiene un área total de 1803 km² (696,1 mi²), de la cual 1766 km² (681,9 mi²) es tierra y 34 km² (13,1 mi²) es agua.

### Municipios
El Condado de York se divide en nueve municipios.

### Condados adyacentes
Un condado fronterizo de Carolina del Norte, el Condado de York comparte fronteras con los condados siguientes en ambos estados:
- Condado de Gaston norte
- Condado de Mecklenburg noreste
- Condado de Lancaster este
- Condado de Chester sur
- Condado de Union sudoeste
- Condado de Cherokee oeste
- Condado de Cleveland noroeste

## Demografía
En el 2000 la renta per cápita promedia del condado era de $44 539, y el ingreso promedio para una familia era de $51 815. El ingreso per cápita para el condado era de $20 536. En 2000 los hombres tenían un ingreso per cápita de $36 713 contra $24 857 para las mujeres. Alrededor del 10,00% de la población estaba bajo el umbral de pobreza nacional.

## Localidades

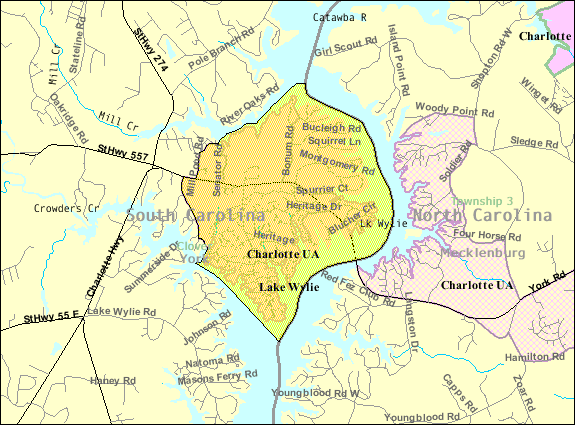
Mapa del Condado de York en Carolina del Sur con sus municipios

### Ciudades, pueblos y CDP
- Clover
- Fort Mill
- Hickory Grove
- Lake Wylie
- McConnells
- Rock Hill
- Sharon
- Smyrna
- Tega Cay
- York

### Otros lugares poblados
- Catawba
- Filbert
- Holy Islamville
- Hopewell
- India Hook
- Lesslie
- Newport
- Riverview
- Tirzah

### Principales carreteras
| - Interestatal 77 - US Highway 321 - US Highway 21 - SC 122 - SC 161 - SC Highway 5 - SC Highway 901 - SC Highway 72 - SC Highway 274 - SC Highway 49 |